# Jake T. Austin
Jake T. Austin, pseudonimo di Jake Toranzo Szymanski, (New York, 3 dicembre 1994), è un attore statunitense.

## Biografia
Nato a New York, è figlio di Giny Rodriquez Toranzo e Joe Szymanski. Sua madre è di origini Portoricane, Argentine e Spagnole, mentre suo padre ha origini Polacche, Irlandesi e Inglesi. Ha una sorella minore di nome Ava.

## Carriera
Jake ha lavorato nel cast del telefilm I maghi di Waverly assieme a David Henrie e Selena Gomez su Disney Channel dove interpretava il personaggio Max Russo. Per questo ruolo Jake ha ottenuto numerose nomination tra le quali ha vinto il Best Child Actor Performance al Burbank International Children's Film Festival.
Austin inoltre dà la voce a Diego, il protagonista del cartone animato "Go, Diego, Go!", spin off della serie di animazione Dora l'esploratrice; ha fatto il doppiatore anche in Ant Bully - Una vita da formica e Piccolo grande eroe ed è apparso nel film per la tv di Disney Channel Johnny Kapahala - Cavalcando l'onda.
Austin è tra i protagonisti del film The Perfect Game, fiction sportiva che racconta la storia di una piccola squadra di baseball messicana che diventa la prima squadra non statunitense a vincere le Little League World Series.
Nel 2011 recita nella parte di Seth in Capodanno a New York, recitando al fianco di attori come Zac Efron, Michelle Pfeiffer, Halle Berry, Robert De Niro, Sarah Jessica Parker, Abigail Breslin, Lea Michele, Ashton Kutcher e molti altri.
Nel 2013 torna ad interpretare Max Russo nello speciale TV Il ritorno dei maghi - Alex vs. Alex, seguito della serie I maghi di Waverly, al fianco di Selena Gomez.
Nel 2013 ottiene il ruolo di Jesus nella serie TV The Fosters, ruolo che mantiene fino al 2015 per poi lasciarlo a Noah Centineo.

## Filmografia

### Cinema
- Hotel Bau, regia di Thor Freudenthal (2009)
- La partita perfetta (The Perfect Game), regia di William Dear (2010)
- Capodanno a New York, regia di Garry Marshall (2011)
- Tom Sawyer & Huckleberry Finn, regia di Jo Kastner (2013)
- Adverse, regia di Brian A. Metcalf (2020)

### Televisione
- David Letterman Show – programma TV, 1 puntata (2003)
- I maghi di Waverly – serie TV, 106 episodi (2007-2012)
- Johnny Kapahala - Cavalcando l'onda (Johnny Kapahala: Back on Board) – film TV, regia di Eric Bross (2007)
- Zack e Cody sul ponte di comando – serie TV, episodio 1x21 (2009)
- I maghi di Waverly: The Movie (Wizards of Waverly Place: The Movie), regia di Lev L. Spiro – film TV (2009)
- Drop Dead Diva – serie TV, episodio 4x02 (2012)
- Law & Order - Unità vittime speciali – serie TV, episodio 13x14 (2012)
- Il ritorno dei maghi - Alex vs. Alex (The Wizards Return: Alex vs. Alex), regia di Victor Gonzalez – film TV (2013)
- The Fosters – serie TV, 42 episodi (2013-2015)

### Doppiatore
- Dora l'esploratrice – serie animata TV (2004)
- Vai Diego – serie animata TV, 56 episodi (2005-2008)
- Ant Bully - Una vita da formica (The Ant Bully), regia di John A. Davis (2006)
- Piccolo grande eroe (Everyone's Hero), regia di Colin Brady e Dan St. Pierre (2006)
- Happy Monster Band – serie animata TV, 20 episodi (2008)
- Rio, regia di Carlos Saldanha (2011)
- Khumba, regia di Anthony Silverston (2013)
- Rio 2 - Missione Amazzonia (Rio 2), regia di Carlos Saldanha (2014)
- Justice League vs. Teen Titans , regia di Sam Liu (2016)
- Emoji - Accendi le emozioni (The Emoji Movie), regia di Tony Leondis (2017)

## Doppiatori italiani
Nelle versioni in italiano delle opere in cui ha recitato, Jake T. Austin è stato doppiato da:
- Mattia Nissolino ne I maghi di Waverly, I maghi di Waverly: The Movie, Zack e Cody sul ponte di comando, Il ritorno dei maghi - Alex vs. Alex
- Alex Polidori in Hotel Bau, The Fosters
- Manuel Meli in Johnny Kapahala - Cavalcando l'onda
- Alessio Puccio in Capodanno a New York
- Alessio Nissolino in Law & Order - Unità vittime speciali
- Alberto Franco in Adverse
- Francesco Ferri in La partita perfetta

Da doppiatore è sostituito da:
- Manuel Meli in Piccolo grande eroe, Vai Diego, Khumba
- Alex Polidori in Ant Bully - Una vita da formica, Rio, Rio 2- Missione Amazzonia
- Tito Marteddu in Emoji - Accendi le emozioni

## Premi e riconoscimenti
- Hollywood Teen TV Awards
  - 2012 – Favorite Television Actor per I maghi di Waverly